# 1. A HRL 1993./94.
1. HRL 1993./94. je bila treća sezona hrvatskog rukometnog prvenstva od osamostaljenja. Sudjelovalo je 12 momčadi, a prvak je po treći put postao Zagreb pod nazivom Badel 1862.

## Tablice i rezultati

### Ligaški dio sezone
| Mj. | Klub                           | ut. | pob. | neod. | por. | gol+ | gol- | gr   | bod |                       |
| --- | ------------------------------ | --- | ---- | ----- | ---- | ---- | ---- | ---- | --- | --------------------- |
| 1.  | Badel 1862 Zagreb              | 22  | 21   | 0     | 1    | 688  | 433  | 255  | 42  | doigravanje za prvaka |
| 2.  | Medveščak Zagreb               | 22  | 15   | 1     | 6    | 538  | 450  | 88   | 31  | doigravanje za prvaka |
| 3.  | Istraturist Umag               | 22  | 15   | 1     | 6    | 540  | 491  | 49   | 31  | doigravanje za prvaka |
| 4.  | Varteks Tivar (Varaždin)       | 22  | 12   | 4     | 6    | 508  | 495  | 11   | 16  | doigravanje za prvaka |
| 5.  | Karlovačka pivovara (Karlovac) | 22  | 12   | 0     | 10   | 472  | 465  | 7    | 24  | za plasman            |
| 6.  | Bjelovar                       | 22  | 9    | 2     | 11   | 483  | 494  | -11  | 20  | za plasman            |
| 7.  | Sisak                          | 22  | 8    | 4     | 10   | 492  | 510  | -18  | 20  | za plasman            |
| 8.  | Zamet Rijeka                   | 22  | 9    | 1     | 12   | 462  | 485  | -23  | 19  | za plasman            |
| 9.  | Zadar                          | 22  | 8    | 1     | 13   | 428  | 458  | -30  | 17  | mini-liga za ostanak  |
| 10. | Đakovo Kvazar                  | 22  | 6    | 3     | 13   | 414  | 432  | -18  | 15  | mini-liga za ostanak  |
| 11. | Jadranka Big Net Rudar Labin   | 22  | 4    | 1     | 17   | 392  | 562  | -170 | 9   | mini-liga za ostanak  |
| 12. | Zaprešić Borac                 | 22  | 4    | 0     | 18   | 427  | 569  | -142 | 8   | mini-liga za ostanak  |

### Drugi dio prvenstva

#### Doigravanje za prvaka
| klub1                                                                                                 | klub2         | ut1           | ut2           | ut3            |
| poluzavršnica                                                                                         | poluzavršnica | poluzavršnica | poluzavršnica | poluzavršnica  |
| --- | ------------- | ------------- | ------------- | -------------- |
| Varteks Tivar                                                                                         | Badel 1862    | 24:26         | 25:32         |                |
| Istraturist                                                                                           | Medveščak     | 27:21         | 21:23         | 22:22 (9:6 7m) |
| |               |               |               |                |
| za 3. mjesto                                                                                          |               |               |               |                |
| Varteks Tivar                                                                                         | Medveščak     | 27:26         | 20:19         |                |
| |               |               |               |                |
| za prvaka                                                                                             |               |               |               |                |
| Istraturist                                                                                           | Badel 1862    | 23:27         | 22:29         |                |
| |               |               |               |                |
| rezultat pdebljan - domaća utakmica za klub1 rezultat normalna debljine - gostujuća utakmica za klub1 |               |               |               |                |

#### Doigravanje za plasman
| klub1                                                                                                 | klub2               | ut1       | ut2       | ut3       |
| prvi krug                                                                                             | prvi krug           | prvi krug | prvi krug | prvi krug |
| --- | ------------------- | --------- | --------- | --------- |
| Zamet                                                                                                 | Karlovačka Pivovara | 23:20     | 12:15     | 20:24     |
| Bjelovar                                                                                              | Sisak               | 23:25     | 26:32     |           |
| |                     |           |           |           |
| za 7. mjesto                                                                                          |                     |           |           |           |
| Zamet                                                                                                 | Bjelovar            | 22:37     | 22:25     |           |
| |                     |           |           |           |
| za 5. mjesto                                                                                          |                     |           |           |           |
| Sisak                                                                                                 | Karlovačka Pivovara | 18:17     | 23:21     |           |
| |                     |           |           |           |
| za 4. mjesto                                                                                          |                     |           |           |           |
| Sisak                                                                                                 | Medveščak           | 28:26     | 31:32     | 30:29     |
| |                     |           |           |           |
| rezultat pdebljan - domaća utakmica za klub1 rezultat normalna debljine - gostujuća utakmica za klub1 |                     |           |           |           |

#### Mini-liga za ostanak
Razigravanje za 9. – 12. mjesta, preneseni međusobni rezultati iz ligaškog dijela te odigrano još šest međusobnih utakmica po klubu. 
| mj. | klub                         | ukupno (s prenesenim međusobnim rezultatima iz prvog dijela) | ukupno (s prenesenim međusobnim rezultatima iz prvog dijela) | ukupno (s prenesenim međusobnim rezultatima iz prvog dijela) | ukupno (s prenesenim međusobnim rezultatima iz prvog dijela) | ukupno (s prenesenim međusobnim rezultatima iz prvog dijela) | ukupno (s prenesenim međusobnim rezultatima iz prvog dijela) | ukupno (s prenesenim međusobnim rezultatima iz prvog dijela) |     | omjer ostvaren u mini-ligi | omjer ostvaren u mini-ligi | omjer ostvaren u mini-ligi | omjer ostvaren u mini-ligi | omjer ostvaren u mini-ligi         |  |
| mj. | klub                         | ut.                                                          | pob.                                                         | neod.                                                        | por.                                                         | golovi                                                       | gr                                                           | bod                                                          | ut. | pob.                       | neod.                      | por.                       | golovi                     |                                    |  |
| --- | ---------------------------- | ------------------------------------------------------------ | ------------------------------------------------------------ | ------------------------------------------------------------ | ------------------------------------------------------------ | ------------------------------------------------------------ | ------------------------------------------------------------ | ------------------------------------------------------------ | --- | -------------------------- | -------------------------- | -------------------------- | -------------------------- | ---------------------------------- |  |
| 1.  | Đakovo Kvazar                | 12                                                           | 8                                                            | 2                                                            | 2                                                            | 243:171                                                      | 72                                                           | 18                                                           | 6   | 5                          | 1                          | 0                          | 121:71                     | kvalifikacije za 1.A HRL 1994./95. |  |
| 2.  | Zadar                        | 12                                                           | 9                                                            | 0                                                            | 3                                                            | 252:206                                                      | 46                                                           | 18                                                           | 6   | 3                          | 0                          | 3                          | 113:100                    | kvalifikacije za 1.A HRL 1994./95. |  |
| 3.  | Jadranka Big Net Rudar Labin | 12                                                           | 4                                                            | 2                                                            | 6                                                            | 194:229                                                      | -35                                                          | 10                                                           | 6   | 3                          | 1                          | 2                          | 96:98                      | 1.B HRL 1994./95.                  |  |
| 4.  | Zaprešić Borac               | 12                                                           | 1                                                            | 0                                                            | 11                                                           | 116:199                                                      | -83                                                          | 2                                                            | 6   | 0                          | 0                          | 6                          | 0:60                       | 1.B HRL 1994./95.                  |  |

## Konačni poredak
1. Badel 1862, Zagreb
2. Istraturist, Umag
3. Varteks Tivar, Varaždin
4. Sisak, Sisak
5. Medveščak, Zagreb
6. Karlovačka pivovara, Karlovac
7. Bjelovar, Bjelovar
8. Zamet, Rijeka
9. Đakovo Kvazar, Đakovo
10. Zadar, Zadar
11. Jadranka Big Net Rudar, Labin
12. Zaprešić - Borac, Zaprešić